# アルベルト・ブルゼフスキ
アルベルト・ブルゼフスキ（Albert Brudzewski）、またはアルベルト・ブラール・ド・ブルゼヴォ（Albert Blar de Brudzewo）、ブルゼヴォのアルベルト、ヴォイチェフ・ブルゼフスキ（Wojciech Brudzewski、ラテン語：アルベルトゥス・デ・ブルゼヴォAlbertus de Brudzewo、1445年– 1497年）はポーランドの天文学者、数学者、哲学者、文学者、外交官。

## 生涯
アルベルト（ポーランド語の「ヴォイチェフ（Wojciech）」に対応する人名）は1445年頃、カリシュ近郊ブルゼヴォに生まれた。自らについて彼はよく de Brudzewo〈ブルゼヴォの〉と署名した。若い頃のことは定かではなく、一般の学生よりも遅く23歳でクラクフ大学に入学したことだけがわかっている。彼はほぼ一生の間クラクフ大学で働いた。大学では20年にわたり教鞭を取り、その間学部長、学生監、ハンガリー人学生寮（Bursa Hungarorum）の寮長を務めた。
アルベルトは優れた先生として人気があった。数学と天文学を主に教えていたが、それにくわえて文学に詳しいことで学生たちを魅了した。知的好奇心が旺盛で、40代半ばだった1490年には神学の学士号も取得している。アリストテレスの哲学の講座も受け持っていた。アルベルトの講義に通った学生たちのなかには、1491年に入学してきたニコラウス・コペルニクスがいた。天文学では最新の資料を入手して学生たちに紹介するなど、近代的な教授法を確立したことで大いに評価された。
アルベルトはドイツの天文学者ゲオルク・プールバッハの著書Theorica nova planetarum, id est septem errantium siderum nec non octavi seu firmamenti （『惑星の新理論」）に精通していた。ただし、プールバッハの理論を含む天動説一般に対して懐疑的だった。アルベルトは、プトレマイオスの理論の月の軌道が、楕円のような長円形になっていることを指摘した。ただし、これに類したことはプールバッハやビールーニ、ザルカーリウなどによって、水星や月について指摘されていた。（惑星が楕円軌道を描いていることはかなり後にヨハネス・ケプラーが指摘した）。また、月がつねに同じ面を地球に向けていることも指摘している。
アルベルトは天体の位置関係を計算するための表を作成している。1482年にはプールバッハの上記の著書に関する注釈書 Commentum planetarium in theoricas Georgii Purbachii（『ゲオルグ・プールバッハの惑星理論に関する注釈』）を著している。これはアルベルトの生徒であったJan Otto de Kraceusaeによってイタリアのミラノで刊行されている。
アルベルトの教えた学生たちにはコペルニクスのほかに、数学者のベルナルド・ヴァポフスキや、ドイツの詩人でルネサンスの人文学者コンラート・ケルテスなどがいる。ヴァポフスキはコペルニクスの生涯の親友で、ヴァポフスキがポーランド王国とリトアニア大公国の全土の地図を作成したときはコペルニクスが彼のプロジェクトを手伝い、また「地球の動き方に関するコペルニクスの重要な論文」の出版に関してはその実現にヴァポフスキが奔走した。ケルテスはクラクフで中央ヨーロッパ初の文学者組織である「ヴィスワ文学協会（ Sodalitas Litterana Vistulana ）」を設立した。
1495年にはフレデリック・ヤギェロン枢機卿の要請で、リトアニア大公アレクサンデル・ヤギェロンの秘書としてヴィリニュスに移った。大公は後にポーランド国王アレクサンデルとして戴冠している。ヴィリニュスでは大公国の外交官として働き、モスクワ大公国のイワン大公（いわゆるイワン雷帝）を相手とした外交交渉を担当した。ヴィリニュスでは外交分野の学術論文 『 Conciliator （調停者）』 を出版している。この論文の手書き原稿は現在見つかっていない。
アルベルトは1497年にヴィリニュスで他界した。正確な日付は判明していない。亡くなったとき50歳だったとする説もある。

## ブルゼフスキが登場する作品
- 魚豊『チ。―地球の運動について―』小学館

## 参照
- "Brudzewski, Wojciech, [or] Wojciech z Brudzewa," Encyklopedia Powszechna PWN (PWN Universal Encyclopedia), Warsaw, Państwowe Wydawnictwo Naukowe, 1973, vol. 1, p. 353.
- M. Iłowiecki, Dzieje nauki polskiej (History of Polish Science), Warsaw, 1981.
- Zbigniew Lenartowicz, Kaliszanie w Warszawie (Kaliszians in Warsaw), no. 32/33, 2002.
- Józef Retinger, Polacy w cywilizacjach świata (Poles in the World's Civilizations), Warsaw, 1937.
- Tadeusz Rójek, Sławni i nieznani (The Famous and the Unknown).